# República Irlandesa
La República Irlandesa (en irlandés: Poblacht na hÉireann o Saorstát Éireann) fue el estado independiente de Irlanda declarado unilateralmente, como fue proclamado en el Alzamiento de Pascua en 1916 y establecido en 1919 por el Dáil Éireann. Este Dáil fue la asamblea parlamentaria compuesta por una gran mayoría de los parlamentarios irlandeses siendo elegidos en la elecciones generales irlandesas de 1918. El Dáil asertó que poseía el derecho de declarar la independencia irlandesa del Reino Unido. La declaración por el Dáil coincidió con el inicio de la guerra de Independencia irlandesa, que se prolongaría entre 1919 y 1921 y enfrentaría a las fuerzas británicas destacadas en Irlanda contra el Ejército Republicano Irlandés.

## Topónimo
En inglés, el Estado revolucionario sería conocido como "Irish Republic" (República Irlandesa) y, ocasionalmente, como "Republic of Ireland" (República de Irlanda). Dos títulos diferentes en irlandés fueron usados: Poblacht na hÉireann y Saorstát Éireann, basados en dos traducciones irlandesas de la palabra república: Poblacht y Saorstát. Poblacht es una derivación de pobail (gente) y del latín Res Publica. Saorstát, por otro lado, era una palabra compuesta basada en dos palabras gaélicas: saor (significado "libre") y stát (un préstamo de una palabra derivada de la palabra inglesa "state", "estado"). Su traducción literal y directa era "Estado Libre". Una ligera variante del título Saorstát, era usada algunas veces en los últimos días, así como el latín Respublica Hibernica.
El término Poblacht na hÉireann es el usado en la Proclamación de Pascua de 1916. Además, la Declaración de Independencia y otros documentos adoptados en 1919 escogieron este título en favor de Saorstát Éireann.
Cuando el Estado Libre Irlandés fue establecido al final de la guerra anglo-irlandesa, Saorstát Éireann fue adoptado como el título oficial irlandés. Sin embargo éste Estado Libre no era una república sino una forma de monarquía constitucional dentro del Imperio británico. Por esta razón, y desde entonces, la palabra saorstát ha entrado en desuso como traducción de república. Cuando el Estado Libre se convirtió en la República de Irlanda en 1949, por ejemplo, su descripción oficial Irlandesa fue Poblacht na hÉireann.

## Establecimiento
En 1916 los rebeldes nacionalistas participantes en el Alzamiento de Pascua publicaron la Proclamación de la República. Mediante ésta declaración ellos declaraban el establecimiento de un estado independiente llamado la "República Irlandesa" y proclamaron que los líderes de la rebelión servirían como "Gobierno provisional de la República Irlandesa" hasta que se volviera posible elegir un parlamento nacional. El alzamiento fue de corta duración, principalmente limitado a Dublín y, en su época, tuvo poco apoyo del público Irlandés en general.
Los líderes del Levantamiento de Pascua habían proclamado una república. La organización Sinn Féin de Arthur Griffith, que favorecía el establecimiento de una forma de monarquía dual entre Irlanda y el Reino Unido, no había participado en el Levantamiento. En 1917, Sinn Féin de Griffith y los republicanos bajo Éamon de Valera, se juntaron para formar un nuevo Partido Sinn Féin. Un compromiso fue alcanzado en la Ard Fheis (conferencia del partido) de 1917, donde se acordó que el partido buscaría el establecimiento de una república independiente en el corto plazo, hasta que a la gente irlandesa se le diera la oportunidad de decidir la forma de gobierno que prefirieran. Este acuerdo estaba sujeto a la condición de que si el pueblo escogía la monarquía, ningún miembro de la casa real Británica sería invitado a servir de monarca.
En las elecciones generales de 1918, los candidatos radicales del partido Sinn Féin, incluyendo muchos que habían participado en la rebelión de 1916, defendieron un manifiesto que comprometía al partido a boicotear el Parlamento del Reino Unido y a unilateralmente establecer una nueva asamblea irlandesa en Dublín. Los candidatos de Sinn Féin ganaron una gran mayoría de curules, muchos sin competencia, y en enero de 1919 se reunieron en Mansion House en Dublín para la primera reunión del Dáil Éireann. En esta reunión el Dáil adoptó la Declaración Irlandesa de Independencia. Debido a la Proclamación de Pascua adoptada ya en 1916, el Dáil retrospectivamente ratificó el establecimiento de la República Irlandesa.
El mismo día que la Declaración de Independencia fue publicada, dos miembros de la Real Policía Irlandesa escoltando un cargamento de gelignita fueron asesinados en Soloheadbeg, Tipperary, por miembros de los Voluntarios Irlandeses. Este incidente no había sido ordenado por el Dáil pero el curso de los hechos llevó al Dáil a reconocer a los Voluntarios como el ejército de la República Irlandesa. Así, el incidente en Soloheadbeg se convirtió el incidente que dio pie a la guerra anglo-irlandesa entre la República Irlandesa y Reino Unido.
La decisión de establecer una república en 1919, en vez de cualquier otra forma de gobierno, fue significativa porque respondía a un total repudio de toda relación constitucional con Gran Bretaña, y ponía al partido contra cualquier compromiso que pudiera perjudicar el autogobierno inicial bajo la Ley de Gobierno Local o la continua membresía al Imperio británico. La volátil cuestión de los Unionistas del noreste, habiendo indicado que ellos no participarían en cualquier forma de república, fue dejada sin resolver y los seis condados del noreste permanecieron parte del Reino Unido bajo el Ley de Gobierno de Irlanda de 1920 y después en el Tratado anglo-irlandés.

## Instituciones de gobierno
La institución central de la república fue el Dáil Éireann, que se configuró como un parlamento unicameral. Mientras que el Primer Dáil consistió de miembros electos en 1918, dos elecciones generales conducidas por el gobierno Británico en Irlanda fueron también tratadas por los nacionalistas como elecciones para el Dáil. El Segundo Dáil consistió en miembros elegidos en las elecciones de 1921 para el Parlamento de Irlanda del Norte y el temporal Parlamento de Irlanda del Sur; el Tercer Dáil fue elegido en 1922 como el "parlamento provisional" de "Irlanda del Sur", como fue provisto por el Tratado Anglo-Irlandés.
En su primera reunión el Dáil adoptó una constitución corta y provisional conocida como la Constitución del Dáil. Ésta envestía de autoridad ejecutiva a un gabinete llamado el "Aireacht" o "Ministros". El Aireacht era cuestionable por el Dáil (que también eligió a su jefe), conocido inicialmente como el "Príomh Aire", literalmente primer ministro. Más tarde el título Presidente del Dáil Éireann (en español) también se usó para el mismo puesto, especialmente durante la gira del Presidente de Valera por los Estados Unidos.
Inicialmente, debido a la división entre republicanos y monarquistas, la República Irlandesa no tenía un jefe de Estado explícito. En agosto de 1921, de Valera, postulándose para reelección como Presidente de Dáil Éireann, hizo que el Dáil renombrara al puesto como "Presidente de la República", así que él sería referido como jefe de Estado.
El brazo militar de la República Irlandesa eran los Voluntarios Irlandeses quienes, poco después del inicio de la Guerra de Independencia, fueron renombrados como el "Ejército Republicano Irlandés" para reflejar su estatus de ejército nacional de la declarada república. A pesar de estar teóricamente bajo las órdenes del ministro del Dáil, en la práctica varias columnas individuales del IRA disfrutaron de un alto nivel de autonomía.
El brazo judicial de la República Irlandesa consistió en una red de Cortes del Dáil administrada por oficiales del IRA, quienes al principio operaron en paralelo con el sistema judicial Británico, y gradualmente lo abandonaron mientras la opinión pública se volvió contra los Británicos. Estos fueron establecidos primeramente en junio de 1919.
El cumplimiento de leyes y decretos de las Cortes del Dáil estaban a cargo de la Policía Republicana Irlandesa.

## Reconocimiento
Los esfuerzos del Presidente de Valera en los Estados Unidos, y del "embajador" de la república en la Conferencia de Paz de París, Seán T. O'Kelly, para ganar reconocimiento internacional fallaron. O'Kelly ya había establecido la "embajada" de la República en París en abril de 1919, y el Dr. Patrick MacCartan instaló una en Washington D. C. al mismo tiempo. A pesar de la amplia promoción por importantes Irlandeses-Americanos, el Presidente Woodrow Wilson se negó a llevar el caso Irlandés a la conferencia. El único reconocimiento extranjero ganado por la República Irlandesa ocurrió cuando la República Socialista Federativa Soviética de Rusia, bajo Vladimir Lenin, obtuvo dinero del ministro de Finanzas de Michael Collins y lo pagó de regreso con joyas de la corona Zarista. Este fue un pequeño impulso hacia una postura más socialista del movimiento republicano.
La República Irlandesa no fue reconocida por el Gobierno Británico. En 1921 y de acuerdo con las demandas Unionistas del Úlster el gobierno Británico pasó un Acta de partición de Irlanda en dos regiones, llamadas 'Irlanda del Sur' e Irlanda del Norte (el Acta de Gobierno de Irlanda, 1920), con sus propios parlamentos que se reunieron en junio. Los Nacionalistas se negaron a reconocer la autoridad de los Británicos para hacer esto.
Cuando, en diciembre de 1921, la república envió representantes a negociar una tregua con el gobierno de David Lloyd George el Dáil los comisionó como "enviados plenipotenciarios", actuando bajo la autoridad del Presidente de la República. Sin embargo Lloyd George se negó a considerar las negociaciones como conversaciones entre dos estados soberanos, sino con delegados que representaban al pueblo Irlandés. Más aún, cuando el Tratado Anglo-Irlandés fue concluido el gobierno Británico insistió en que fuera enviado a la Cámara de los Comunes de Irlanda del Sur para ratificación irlandesa, en vez de al Dáil. Aunque esto fue en parte una medida para salvar la reputación del Reino Unido, también fue al hecho de que no sería reconocido por las leyes británicas a menos de que estuviera ratificado por una institución reconocida por el Reino Unido.
Finalmente, en el periodo transicional llevando al establecimiento del Estado Libre Irlandés, Gran Bretaña transfirió el gobierno sobre Irlanda del Sur a un órgano llamado el 'Gobierno Provisional', en vez de al Ministerio de la República Irlandesa. Otra vez, esto fue diseñado para salvar la reputación Británica y no hacía diferencias prácticas, pues los cuerpos eran uno y el mismo.

## Disolución

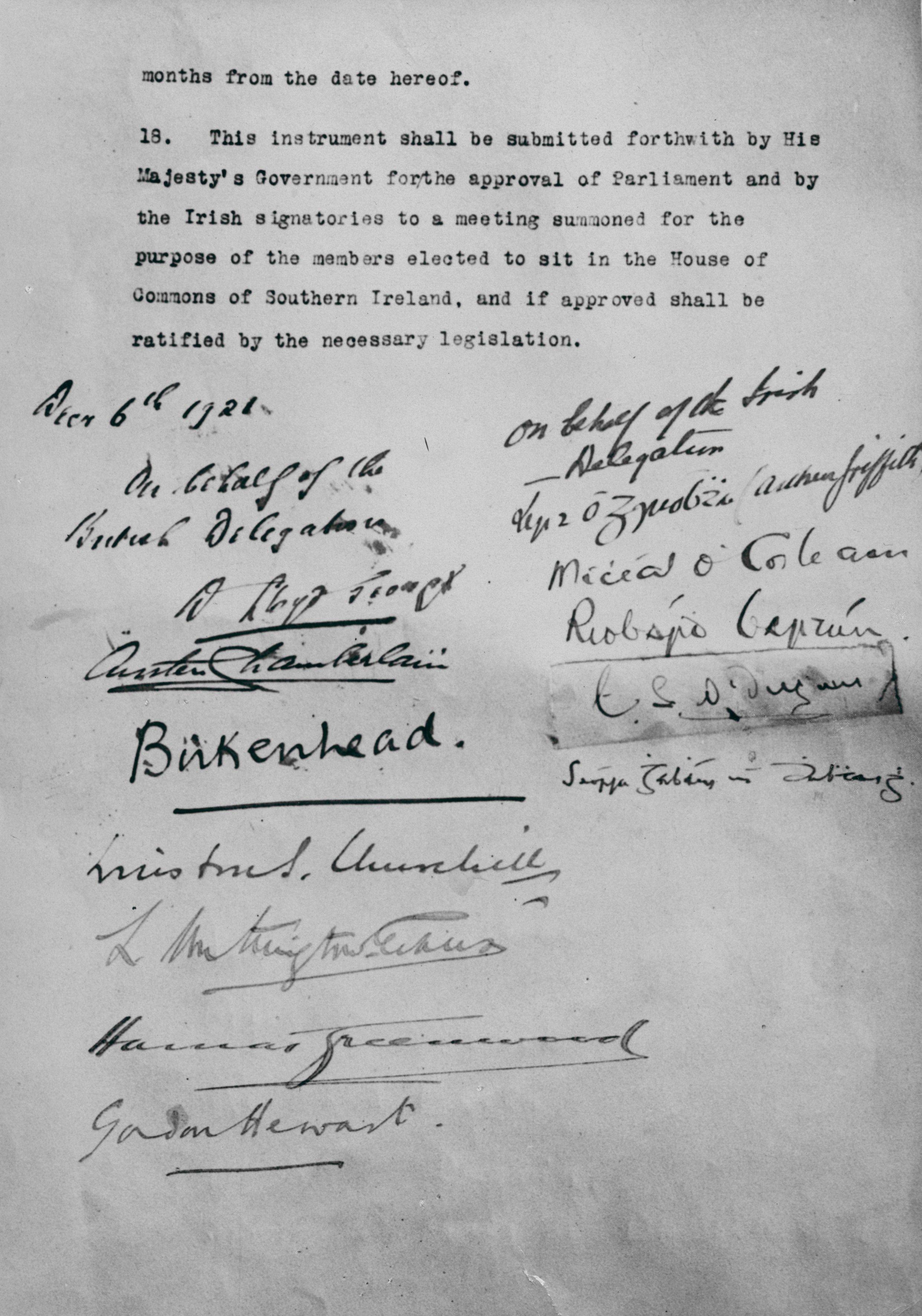
El Tratado Anglo-Irlandés.

Aprobando el Tratado Anglo-Irlandés en diciembre de 1921 y la Constitución del Estado libre Irlandés en octubre de 1922 el Dáil temporalmente accedió a la disolución de la República Irlandesa y su reemplazo con el sistema de monarquía constitucional del Estado Libre Irlandés.
En 1922 el Gobierno Provisional vino en existencia pero la República Irlandesa no fue desmantelada, sus instituciones continuaron operando en paralelo con aquellas de la autoridad provisional. Aunque, por un tiempo, el estado interino tuvo (nominalmente) dos jefes de Gobierno. Michael Collins fue designado como Presidente del Gobierno Provisional, en teoría cuestionable por la Cámara de los Comunes de Irlanda del Sur y designado por el Lord Liutenant. En contraste el Aireach de la república continuó con Arthur Griffith como Presidente de la República después de la renuncia de Valera. Sin embargo las dos administraciones fueron progresivamente mezcladas hasta que en agosto, siguiendo las muertes de Griffith y Collins, William T. Cosgrove asumió ambos liderazgos simultáneamente y así las dos oficinas más importantes efectivamente se volvieron una, produciendo un híbrido constitucional único; un primer ministro asignado por la corona y un presidente de la república. Ambos parlamentos, el Segundo Dáil y la Cámara de los Comunes, fueron reemplazados por un parlamento conjunto conocido como el Tercer Dáil o el Parlamento Provisional que, como una asamblea constituyente, promulgó una nueva constitución con el paso del Acta de la Constitución del Estado Libre Irlandés.
El 6 de diciembre de 1922 la Constitución del Estado Libre Irlandés entró en efecto y las instituciones de ambos, la República Irlandesa y el Gobierno Provisional, dejaron de existir.

## Legado
La meta de aquellos que establecieron la República Irlandesa fue crear una república independiente de facto que incluyera la totalidad de la isla de Irlanda. Ellos fallaron en su objetivo, pero la República Irlandesa pavimentó el camino para la creación del Estado Libre Irlandés, un dominio de la Mancomunidad Británica con autogobierno, y un territorio que se extendía a los 26 condados originalmente previstos en la Ley de Gobierno Local (1914). Para 1949 el Estado Libre se convirtió en una república totalmente independiente, la 'República de Irlanda'.
Hablando en el Dáil el 29 de abril de 1997 Bertie Ahern, el líder del partido Fianna Fáil, que es el sucesor de la parte anti-tratado de Sinn Féin, y el entonces Taoiseach John Bruton, líder del partido Fine Gael, sucesor de la parte pro-tratado de Sinn Féin, accedió a que como base de una conmemoración inclusiva, la fecha en que la independencia irlandesa debía ser medida no era la de formación de la República Irlandesa en 1919, sino la del establecimiento en 1922 del Estado Libre Irlandés, el primer estado moderno Irlandés en lograr independencia de facto y reconocimiento internacional.

## La República Irlandesa en la tradición después del Tratado Republicano
Desde la Guerra Civil de 1922-1923 la República Irlandesa ha sido un símbolo importante para los radicales republicanos. La Guerra Civil empezó en junio de 1922 cuando ambos el Sinn Féin y el IRA se separaron entre los pragmatistas, que apoyaban el Tratado, y aquellos republicanos de línea dura que se oponían a los compromisos que contenía. En particular la facción Anti-Tratado objetaba el continuo rol en la constitución Irlandesa que le sería otorgado al monarca Británico bajo el Estado Libre Irlandés. Cuando el Dáil ratificó el Tratado sus oponentes lo abandonaron, argumentando que el Dáil intentaba 'destruir' la República Irlandesa, y que sus miembros no tenían derecho a hacerlo. Después de que el electorado Irlandés diera la victoria en las urnas a los pro-Tratado, Éamon de Valera declaró que "la gente no tiene derecho a hacer lo erróneo."
Los oponentes al Tratado se negaron a reconocer tanto al Gobierno Provisional como al Estado Libre Irlandés una vez establecido, insistiendo en que la República Irlandesa continuaba existiendo como un entidad de jure. La facción anti-tratado también se negó a reconocer al Tercer Dáil, ya que el Segundo Dáil nunca se reunió para disolverse. Estos republicanos por tanto consideraban al Tercer Dáil, y todas las instituciones que surgieran de él, como ilegales.
Los anti-tratado fueron derrotados en la Guerra Civil. La mayoría de la oposición militante al Estado Libre finalizó de forma efectiva el 24 de mayo de 1923 cuando Frank Aiken, Jefe del Estado Mayor del IRA publicó una orden de "abandonar las armas" y Eamon de Valera publicó su discurso "Legión de la Retaguardia". Éamon de Valera continuó como presidente del partido político de Sinn Féin. En marzo de 1926, Éamon de Valera, junto con la mayoría de los políticos anti-Tratado, fundaron un nuevo partido llamado 'Fianna Fáil' y terminaron su boicot de las instituciones del Estado Libre.
Sin embargo una pequeña minoría de línea dura continuó rechazando la legitimidad del Estado Libre y su sucesor, la República de Irlanda. Destacó especialmente el IRA Provisional (PIRA), que protagonizó una campaña de bombardeos y tiroteos en Irlanda del Norte desde finales de los 60 hasta 1998, y su brazo político, el moderno partido Sinn Féin, solía insistir en que la República Irlandesa seguía legalmente en existencia, con el IRA como su ejército nacional, y el Consejo Armado del IRA como el único gobierno legítimo. Estos puntos de vista fueron mantenidos por otros grupos radicales tales como el CIRA y el RIRA. Hasta el 2006, el IRA Provisional continúa usando el título Oglaigh na hÉireann (literalmente Voluntarios de Irlanda), el título oficial irlandés para las fuerzas armadas de la República de Irlanda.
Posteriormente Gerry Adams, presidente de Sinn Féin, ha reproducido la doctrina de estado de que no hay gobierno legítimo en Irlanda, pero su partido ha reconocido el hecho legal de la partición firmando el Acuerdo de Viernes Santo y aceptó la legitimidad del gobierno de la República de Irlanda mediante la especulación abierta sobre el tomar puestos en un gobierno de coalición.